# Estadio Municipal 26 de Enero
El Estadio Municipal 26 de Enero es un estadio multiusos. Está ubicado en la ciudad de Cañar, provincia del mismo nombre. Es usado mayoritariamente para la práctica del fútbol, y allí juega como local el Club Deportivo Municipal de Cañar, equipo de la Segunda Categoría del fútbol ecuatoriano. Tiene capacidad para 7000 espectadores.
Desempeña un importante papel en el fútbol local, ya que los clubes cañarenses como el Deportivo Municipal de Cañar hace de local en este escenario deportivo.
El estadio es sede de distintos eventos deportivos a nivel local, así como es escenario para varios eventos de tipo cultural, especialmente conciertos musicales (que también se realizan en el Coliseo de la Liga Cantonal de Cañar de la ciudad de Cañar).